# Cyklon B

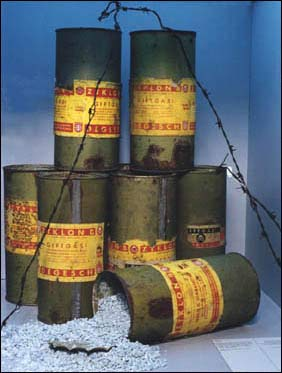
Plechovky s Cyklonem B

Cyklon B  (německy Zyklon B) je obchodní název insekticidu německé firmy IG Farben. Je to granulovaná křemelina nasycená kyanovodíkem, ze které se po otevření obalu začal uvolňovat plynný kyanovodík (HCN). Jeho původní zamýšlené použití spočívalo v dezinsekci.

## Cyklon B a genocida
Od roku 1941 začal být používán jako nástroj genocidy v plynových komorách koncentračních táborů během druhé světové války, především v táborech Auschwitz-Birkenau a Majdanek.

### Kurt Gerstein
Klíčovým mužem, který byl pověřen optimalizací zabíjení Cyklonem B ve vyhlazovacích táborech, byl německý důstojník SS Neo Kurt Gerstein. Konkrétně měl zvýšit jeho smrtící efektivitu a zkrátit jak dobu působení, tak i čištění „po použití“. Gerstein se původně staral o dezinfekci vody a s hromadným vyvražďováním nesouhlasil. Jakmile se o něm ale dozvěděl, snažil se tuto informaci vyvést z nacistického Německa, konkrétně do Vatikánu k papeži. Ke konci války se vzdal francouzské armádě a ve vazbě sepsal tzv. Gersteinovu zprávu, která podrobně popisuje použití Cyklonu B.

## Výroba Cyklonu B
Producentem Cyklonu B byla firma Deutsche Gesellschaft für Schädlingsbekämpfung GmbH (zkráceně Degesch) z Frankfurtu nad Mohanem, součást koncernu IG Farben AG, který byl v roce 1951 rozdělen a v roce 2003 poslán do likvidace. Průmyslově začala poprvé Cyklon B vyrábět továrna Dessauer Werke für Zucker und chemische Industrie (DZR) v obchodním roce 1924/25; až do roku 1935 byla tato továrna jediným výrobcem tohoto plynu. Cyklon B vyráběla i její tehdejší pobočka Draslovka v Kolíně. V letech 1941–1943 byla drtivá většina tohoto plynu vyrobena v Desavě (např. v roce 1943 399,2 tun v Desavě oproti 58,4 tunám v Kolíně), údaje pro léta 1944 a 1945 neznáme.
Produkce Cyklonu B v Lučebních závodech Draslovka ve středočeském Kolíně dále pod změněným obchodním názvem Uragan D2 pokračovala do roku 2018. Používal se jako dezinsekční a deratizační prostředek při plynování (fumigaci) např. v zemědělství.

## Uragan D2
URAGAN D2 je stabilizovaný kapalný kyanovodík (min. 97,6%), zcela nasáklý do porézní hmoty, plynotěsně uzavřený v plechovkách. Stabilizace se provádí kyselinou fosforečnou v množství 0,1 % a oxidem siřičitým v množství 0,9 – 1,1 %. URAGAN D2 (HCN) je zařazen do skupiny vysoce toxických látek a extrémně hořlavých ve smyslu platných předpisů o nebezpečných látkách zdraví škodlivých.

## Působení účinné látky
Kyanovodík je velmi silný jed. Toxický účinek spočívá v blokování enzymů tkáňového dýchání. Transport kyslíku v krvi je zachován, ale nastává tkáňová hypoxie.